# Витенагемот

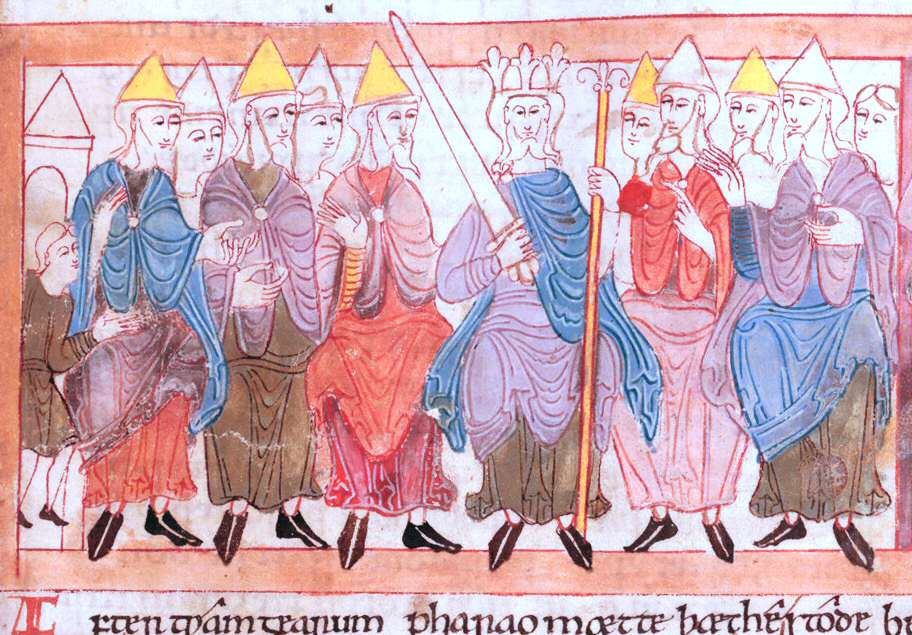
Англосаксонский монарх в окружении своих советников. Миниатюра из рукописи «Шестикнижия», XI век.

Витенагемот (Уитенагемот, иногда сокращается до витан; др.-англ. witenagemot: букв. собрание мудрых, от witema — мудрые и gemot — собрание) — народное собрание в англосаксонский период истории Англии. Витенагемот представлял интересы англосаксонской знати и духовенства, и имел совещательные функции при короле. Этот орган считается предшественником английского парламента. Институт витенагемота возник в VII веке и на протяжении последующих четырёхсот лет все важнейшие вопросы государственной политики решались королём при одобрении совета.

## Название и происхождение
Название «витенагемот» (witena gemōt [ˈwitena jeˈmoːt]) на англосаксонском языке означало «собрание мудрых людей» (др.-англ. witan — мудрец, советник; др.-англ. gemot — собрание). Этот орган, вероятно, возник из древнегерманского института племенных народных собраний, позднее трансформировавшихся в собрания наиболее влиятельных лиц страны (военная знать, духовенство и аристократия). Народное вече является подобным органом в Киевской Руси. Такие собрания существовали во всех англосаксонских королевствах Британии, а после объединения страны под властью Уэссекса в IX веке, витенагемот этого королевства приобрёл общеанглийский характер. Тем не менее, региональные советы в Нортумбрии и Мерсии, по-видимому, собирались до 1065 г.
Также встречается вариант названия «витан» (Witan; это слово более правильно означает титул членов витенагемота).

## Состав
Одной из важнейших обязанностей военно-служилой знати англосаксонской монархии было предоставление совета королю. Исполнение этой обязанности осуществлялось в витенагемоте, в котором должны были участвовать все служилые люди страны. В его состав входили епископы, аббаты, наиболее влиятельные священнослужители (капелланы королевского двора), эрлы и тэны королевства. Главным конституирующим элементом витенагемота была светская знать (тэны), непосредственно зависимая от короля, хотя в X веке в советах, обычно, доминировало духовенство. Заседания витенагемотов были достаточно представительными и могли включать более ста человек. Особенно многочисленными были советы первой половины X века, когда король Этельстан председательствовал на витенагемотах, в состав которых входили валлийские князья, датские ярлы, тэны и элдормены со всех концов Англии. С течением времени представители отдалённых североанглийских областей практически перестали принимать участие в витенагемотах, что ослабило общенациональный характер этого института и привело к обособлению интересов Северной Англии. Это ярко проявилось в политических событиях середины XI века.

## Компетенция
Витенагемот должен был предоставлять королю совет по любому вопросу, вынесенному на его обсуждение королём. Исходя из анализа решений витенагемота, очевидно, что не существовало проблемы, которая не могла быть вынесена на обсуждение. Англосаксонские витенагемоты утверждали королевские законы, санкционировали установление налогов («датских денег»), выносили решения по вопросам международной политики и вырабатывали меры по организации обороны страны. В советах производился суд над государственными изменниками, утверждались земельные пожалования короля и кандидатуры на замещение епископских кафедр.
Особое значение витенагемот приобрёл в вопросе избрания короля, поскольку строгий династический принцип наследования в англосаксонский период ещё не сложился окончательно, хотя представление о том, что королём может быть только прямой потомок английских королей, уже было господствующим. Принцип, что каждый вступающий на престол король должен получить одобрение витенагемота, к XI веку приобрёл характер установившегося обычая. Наиболее известно заседание совета, состоявшееся 5 января 1066 г., после смерти Эдуарда Исповедника, на котором новым королём был избран Гарольд Годвинсон. Это решение послужило толчком к нормандскому завоеванию Англии.
В большинстве случаев витенагемот подтверждал решения короля, однако наличие в его составе большого числа представителей региональной военно-служилой знати, мало зависимой от королевской воли, позволяло сохранять определённую свободу волеизъявления.

## Организация
Витенагемот созывался королём обычно один раз в год, а иногда и чаще. Какого-либо правила, закрепляющего определённую регулярность созывов, однако, не существовало. Не установилось ещё и конкретное место созыва витенагемота: совет следовал за королём, перемещающимся по стране. Из источников известно 116 пунктов, в которых собирался витенагемот. В основном это были городские поселения или королевские замки, но совет также мог заседать под открытым небом: на скалах, холмах, лугах или, например, под известным деревом.

## Значение
После нормандского завоевания витенагемот трансформировался в Большой королевский совет. Однако общие принципы созыва, состава и компетенции сохранились. Хотя вместо англосаксонских тэнов в Большой королевский совет Вильгельма I и его преемников вошли англо-нормандские бароны и рыцари, а созыв стал более регулярным, особая роль витенагемота как общенационального аристократического представительства, ограничивающего королевскую власть, сохранилась в новом институте, а в дальнейшем дала начало английскому парламенту.
Главное значение витенагемота заключалось в том, что он поддерживал принцип управления королём в согласии с представителями знати. Несмотря на зависимость решений совета от воли короля и тот факт, что витенагемот не представлял интересы всех регионов страны, именно он обеспечивал «конституционный» характер англосаксонской монархии.

## В культуре
- Фигурирует в историческом телесериале «Последнее королевство» (BBC, Netflix, 2015—2018), являющемся телеадаптацией серии романов Бернарда Корнуэлла «Саксонские хроники» (2004—2018), а также более масштабном телепроекте History Channel «Викинги» (2013—2018), основанном на оригинальном сюжете.
- В серии романов и фильмов о Гарри Поттере в Министерстве магии существует Визенгамот — Верховный Совет магов Англии, также выполняющий функцию верховного суда. Название отсылает к Витенагемоту.